# قلعه گوری (قلعه گبری)
قلعه گوری (قلعه گبری) مربوط به دوره ساسانیان است و در سرپل ذهاب، داخل شهر واقع شده و این اثر در تاریخ ۱۹ تیر ۱۳۴۸ با شمارهٔ ثبت ۸۴۵ به‌عنوان یکی از آثار ملی ایران به ثبت رسیده است.